# Museo Carlos de Amberes
El Museo Carlos de Amberes, ubicado en el edificio de la Fundación Carlos de Amberes, en el distrito Salamanca de la capital de España, en la calle Claudio Coello. Fue una creación de la Fundación con El Martirio de San Andrés de Rubens, obra de su propiedad, y otras procedentes del Museo Real de Bellas Artes de Amberes, el Museo del Prado, Patrimonio Nacional, la Fundación Casa de Alba y otros coleccionistas particulares. El museo se centra en los maestros flamencos y holandeses de los siglos XVI y XVII. 
Durante el período de apertura, del 5 de noviembre de 2014 al 2 de agosto de 2015, se celebraron dos exposiciones temporales, una de grabados de Rembrandt, procedentes de la Biblioteca Nacional y la Fundación Custodia de París, y otra de paisajes flamencos y holandeses del siglo XVII, de la Colección Deltoro-Vives. 
Desde la clausura del museo, la Fundación ha vuelto a programar exposiciones temporales en su sede. 
- Datos: Q18674434